# Giovanni Francini
Giovanni Francini (Massa, 1963. augusztus 3. –) olasz válogatott labdarúgó.

## Pályafutása

### Klubcsapatban
Massaban született. A Serie A-ban a Torino játékosaként mutatkozott be 1980-ban, ahol pályafutásának egy jelentős részét eltöltötte (1978–80). Az 1982–83-as szezonban kölcsönadták a Serie B-ben szereplő Reggiana csapatának, de nem tudott segíteni abban, hogy kiharcolják a bent maradást és kiestek a Serie C-be. A Torinóiakkal bejutott három olasz kupa döntőbe 1980 és 1982 között, de egyiket sem sikerült megnyerniük. 1987-ben a Diego Maradona fémjelezte Napoli igazolta le, ahol 1994-ig játszott. 1989-ben az UEFA-kupát, 1990-ben pedig az olasz bajnokságot és az olasz szuperkupát is sikerült megnyernie. 1994-ben egy kis ideig a Genoa játékosa volt, végül 1994 és 1996 között a Brescia együttesét erősítette.

### A válogatottban
Az olasz U21-es válogatottban 1984 és 1986 között 12 mérkőzésen kétszer volt eredményes. Részt vett az 1986-os U21-es Európa-bajnokságon, ahol ezüstéremmel zártak. 
1986 és 1990 között 8 alkalommal szerepelt az olasz válogatottban. Részt vett az 1988-as Európa-bajnokságon. A kevés válogatottságot az is indokolja, hogy a posztján olyan játékosok szerepelt abban az időben, mint Antonio Cabrini és Paolo Maldini.

## Sikerei, díjai
Napoli
- Olasz bajnok (1): 1989–90
- Olasz kupadöntő (1): 1988–89
- Olasz szuperkupa (1): 1990
- UEFA-kupa (1): 1988–89

## Külső hivatkozások
- Giovanni Francini adatlapja a National-Football-Teams.com oldalon (angolul)

- Giovanni Francini (francia, angol nyelven). FootballDatabase.eu
- Giovanni Francini (angol nyelven). eu-football.info
- Giovanni Francini (olasz nyelven). figc.it, FIGC. [2015. január 23-i dátummal az eredetiből archiválva]. (Hozzáférés: 2018. július 24.)